# Астрагал ложнотатарский
Астрага́л ложнотата́рский, или Астрагал неожи́данный (лат. Astragaāus pseudotatāricus) — полукустарник, вид рода Астрагал (Astragalus) семейства Бобовые (Fabaceae).
По данным The Plant List на 2013 год, название Astragalus pseudotataricus Boriss. является синонимом действительно принятого Astragalus subuliformis DC. — Астрагал шиловидный.

## Ареал и среда обитания
Южнопричерноморско-заволжский вид. Ареал связан со степями Нижней Волги, Нижнего и Среднего Дона, северо-западного Прикаспия и южного Причерноморья. Произрастает в России и на Украине. Как правило произрастает в составе полупустынных сообществ на обнажениях засолённых карбонатных суглинков, реже песков.

## Описание
Многолетние растение. Полукустарник. Высота от 20 до 30 см, с распростёртыми и восходящими стеблями. Растение опушено прижатыми белыми волосками. Листья непарноперистосложные, 3—5,5 см длиной, 5—7-парные, листочки их нитевидно-линейные, сверху голые, снизу опушённые.
Цветоносы равны листьям или немного длиннее их. Соцветия кистевидные 6—10-цветковые. Чашечка длиной 11— 13 мм с нитевидно-шиловидными, 1,5—2 мм длиной зубцами. Венчик белый или розово-фиолетовый, 19—24 мм длиной.
Плод — боб. Бобы прямые, 3—4 см длиной, так же как и чашечка, мелко опушены прижатыми белыми и чёрными волосками.

## Охрана
Включен в Красную книгу Волгоградской области России и Красную книгу Николаевской области Украины